# Francesco Celebrano
Francesco Celebrano, né à Naples le 27 mars 1729 et mort dans la même ville le 22 juin 1814, est un peintre et sculpteur italien.

## Œuvres
Chapelle Sansevero à Naples vers 1750
- Monument à Cecco de' Sangro;
- La Deposition et le maître d'autel de la chapelle
- Monument à Giovan Francesco de' Sangro;

Autres
- Pentecôte , peinture signée et datée : Fr. cus. CELEBRANO 1799, conservée en l'église Spirito Santo a Scilla.

## Source de la traduction
- (it) Cet article est partiellement ou en totalité issu de l’article de Wikipédia en italien intitulé « Francesco Celebrano » (voir la liste des auteurs).